# Ippolita Maria Sforzová
Ippolita Maria Sforzová (18. dubna 1446 Cremona – 20. srpna 1484 Neapol) byla italská šlechtična, členka milánské vévodské rodiny Sforzů. Byla první manželkou vévody z Kalábrie Alfonse, který později vládl jako král Alfons II. Neapolský.
Ippolita se narodila v Cremoně jako nejstarší dcera Francesca I. Sforzy, vévody z Milána, a Blanky Marie Viscontiové. Měla šest bratrů a mladší sestru.
Byla velmi inteligentní a kultivovaná. Řečtinu a filozofii ji učil řecký učenec a gramatik Constantine Lascaris. Se svými bratry navštěvovala palácovou školu. Když jí bylo 14 let, napsala latinský pozdrav papeži Piovi II., když navštívil sněm v Mantově. Dopis pak koloval v mnoha opisech.
Napsala mnoho dopisů, nyní vydaných péčí Sereny Castaldové v jednom svazku pod názvem Lettere (2004). Kromě toho napsala latinskou eulogii svého otce Francesca a řadu básní.
10. října 1465 si devatenáctiletá Ippolita vzala v Miláně za muže Alfonsa, vévodu z Kalábrie, nejstaršího syna krále Ferdinanda I. Neapolského a královny Isabelly. Alfons později krátce panoval jako Alfons II., Ippolita však nikdy nebyla korunována královnou, protože zemřela deset let předtím, než Alfons dosáhl neapolského trůnu. Manželství Alfonse a Ippolity bylo politicky výhodné, protože vytvořilo mocné spojenectví mezi Neapolským královstvím a vévodstvím v Miláně, které bylo jedním z nejdůležitějších italských městských států 15. století. Ippolita byla Alfonsova první manželka. Zpočátku harmonické manželství však upadlo do soupeření a vzájemného opovržení; Alfons se možná cítil ohrožen jejím vysokým vzděláním nebo opovrhoval jejím rodem, takže se k ní choval neuctivě.
Alfons a Ippolita měli tři děti:
- Ferdinand II. Neapolský (26. srpna 1469 – 7. září 1496), neapolský král od roku 1495 až do své smrti, ⚭ 1496 Johana Neapolská (15. dubna 1478 – 27. srpna 1518)
- Isabella Aragonská (2. října 1470 – 11. února 1524), ⚭ 1489 Gian Galeazzo Sforza (20. června 1469 – 22. října 1494), vévoda milánský
- Pietro (31. března 1472 – 17. února 1491), kníže rossanský, zemřel na infekci po operaci nohy

Ippolita Maria Sforzová zemřela v Neapoli 20. srpna 1484 ve věku třiceti osmi let. Její manžel si pak vzal svou dlouhodobou milenku Truzii Gazzelovou, se kterou už měl dvě nemanželské děti, které se narodily během manželství s Ippolitou.